# Heinrich Konrad Föringer

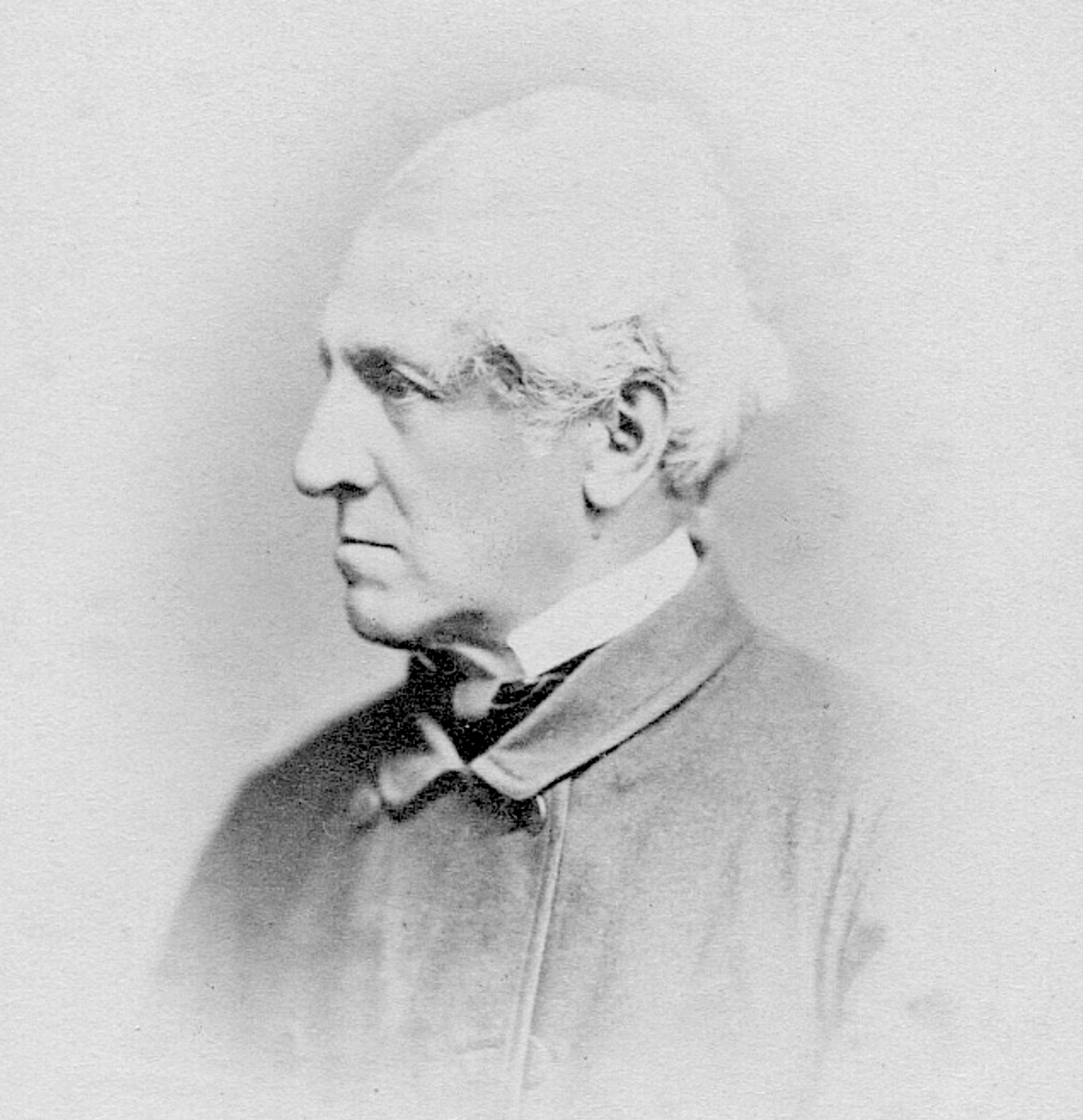
Ausschnitt Portraitfoto Heinrich Konrad Föringer, 1877

Heinrich Konrad Föringer (* 14. August 1802 in München; † 9. Februar 1880 ebenda) war ein deutscher Bibliothekar und Archivar.

## Leben
Nach der Gymnasial-Abschlussprüfung 1822 am (heutigen) Wilhelmsgymnasium München studierte Föringer ab 1823 in Landshut und Würzburg Jurisprudenz. In Landshut wurde er Mitglied des Corps Isaria. 1826 legte er das juristische Examen mit Auszeichnung ab, 1827 folgte die erfolgreiche juristische Staatsprüfung. Er lernte und verstand zehn Fremdsprachen.
Föringer war verheiratet mit Therese (geb. von Schab) und hatte mit ihr neun Kinder.
Föringer war mit bedeutenden Persönlichkeiten seiner Zeit befreundet: Joseph Görres, Graf von Franz von Pocci, Johann Nepomuk von Ringseis, Johann Andreas Schmeller sowie den Brüdern Melchior und Sulpiz Boisserée.
Heinrich Föringer starb 1880 im Alter von 77 Jahren in München.

## Beruf
Föringer nahm seinen eigentlichen Neigungen entsprechend – Philosophie, Kunst, Literatur und Geschichte – am 28. Januar 1828 eine Tätigkeit in der Hofbibliothek München auf. Er stieg bis 1839 zum vierten Kustos der Hof- und Staatsbibliothek auf. 1842/43 organisierte er den Umzug dieser Bibliothek vom Alten Akademiegebäude an der Neuhauser Straße in das neue Gebäude an der Ludwigstraße mit Bravour. Der Umzug erfolgte innerhalb weniger Wochen und gilt als „bibliothekarische Meisterleistung“. Er begann am 8. Mai 1843 und sollte in hundert Tagen vollzogen werden. Aber bereits am 25. Juli 1843 – nach nur 62 Tagen – standen die rund 700.000 Drucke und Handschriften wohlgeordnet im neuen Bibliotheksgebäude in der Ludwigstraße.
1855 wurde er zum Bibliothekar und 1867 zum Oberbibliothekar ernannt. Die Krönung seiner Laufbahn – die Berufung zum Direktor – blieb ihm bei der Neubesetzung der Leitung im Jahr 1856 versagt. Mit 75 Jahren trat er am 6. Januar 1878 in den Ruhestand und erhielt den Ehrentitel „Hofrat“.
Neben seiner Haupttätigkeit leitete er die Privatbibliothek von König Ludwig I., und zwar ab 1846 und auch nach dessen Rücktritt bis zum Tod 1868. Ab 1846 war er Mitglied der Bayerischen Akademie der Wissenschaften.

## Schrettinger-Katalog
Heinrich Föringer war neben Martin Schrettinger maßgeblich am Schrettinger-Katalog beteiligt. Dies ist ein handschriftlicher Sachkatalog der Bayerischen Staatsbibliothek auf über 17.000 Folioblättern. Von 1819 bis 1856 haben Schrettinger und Föringer ca. 84.000 Titel der damaligen Münchner Hofbibliothek alphabetisch nach Themen geordnet. Diese Art der Sacherschließung sollte helfen, den großen Zustrom an Büchern in die Hofbibliothek aus der Säkularisationszeit besser zugänglich zu machen. Es handelt sich um den ältesten großen Schlagwortkatalog der Welt, der heute in 151 Schachteln aufbewahrt wird. Der Schrettinger-Katalog blieb unvollendet. Dennoch ist er bis heute sowohl ein praktisches Erschließungsinstrument für die wertvollen Altbestände der Bayerischen Staatsbibliothek, wie auch ein Dokument der Bibliotheksgeschichte und ein Spiegelbild der frühen Wissenschaftsgeschichte.

## Grabstätte

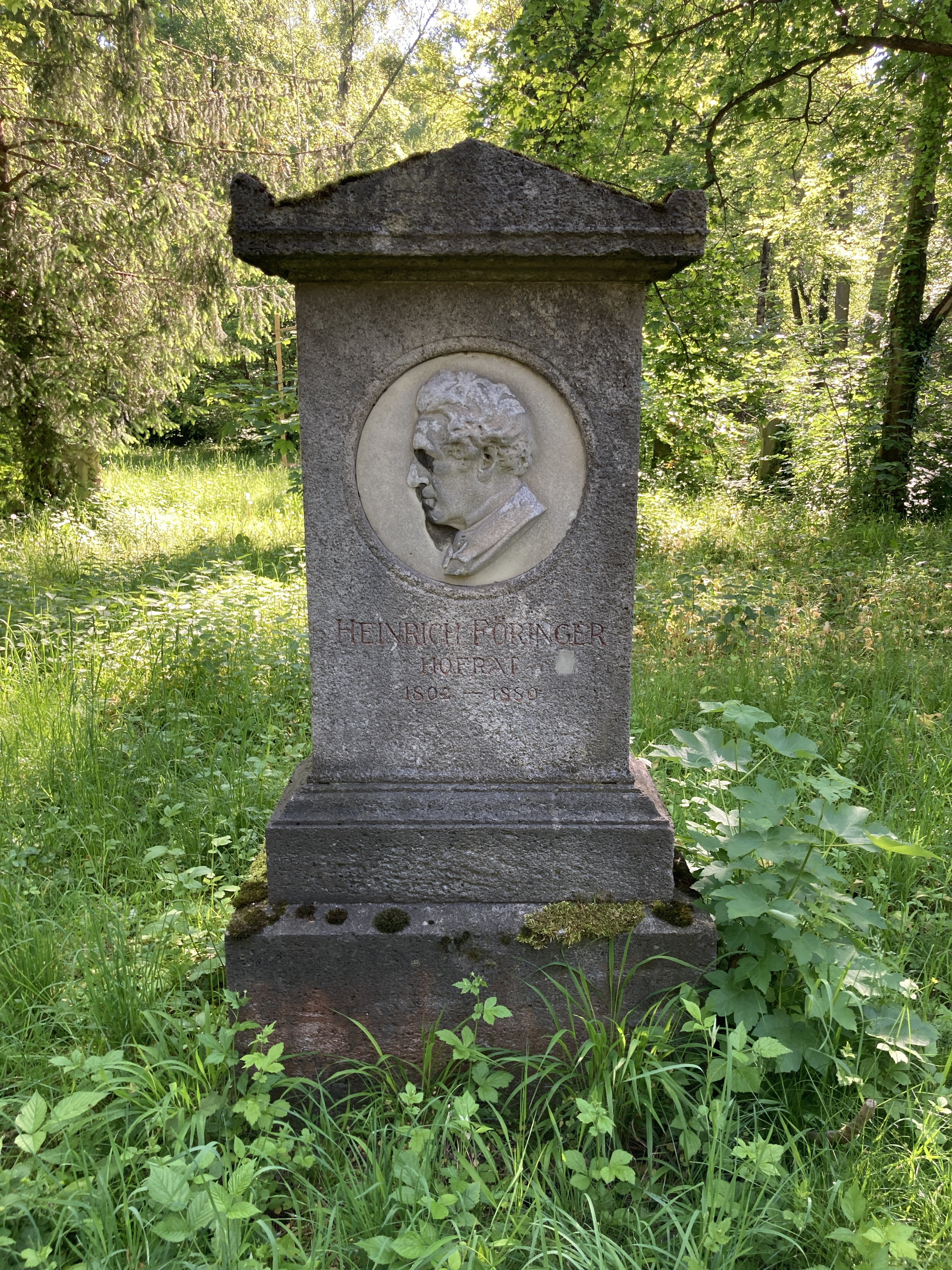
Grab von Heinrich Föringer auf dem Alten Südlichen Friedhof in München

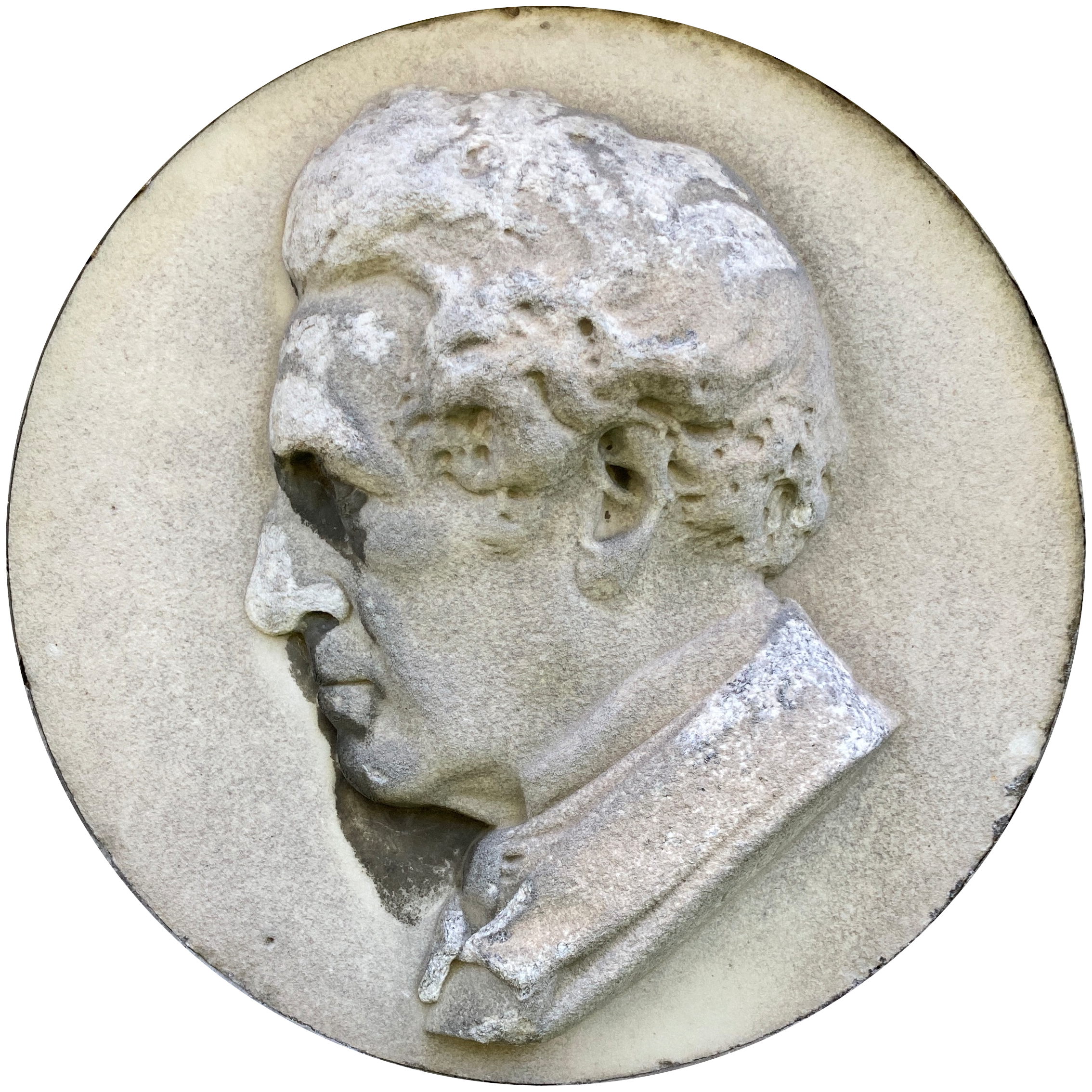
Porträt von Heinrich Föringer auf seinem Grabstein

Die Grabstätte von Heinrich Föringer befindet sich auf dem Alten Südlichen Friedhof in München (Gräberfeld 25 – Reihe 12 – Platz 21/22) Standort.

## Historischer Verein von Oberbayern
Föringer war 1837 Gründungsmitglied und in den ersten vier Jahrzehnten arbeitsamstes Mitglied des Historischen Vereins von Oberbayern. Er bestimmte von 1840 bis 1878 Aufbau, Ausrichtung und Bestand der Bibliothek des Vereins. Diese geschichtswissenschaftliche Spezialbibliothek ist die bedeutendste Sammlung des Vereins. Er leitete weiter von 1839 bis 1878 die Redaktion des Oberbayerischen Archivs und betrieb eigene geschichtswissenschaftliche Forschungen. Archivar des Vereins war er von 1840 bis 1856, unmittelbar anschließend übte er bis 1870 das Amt des 2. Vorstandes aus. Am 27. November 1878 legte er seine Ehrenämter als Bibliothekar und Redakteur nieder, am 29. November 1879 wurde er zum Ehrenmitglied ernannt. Seine bedeutende Privatbibliothek und Handschriftensammlung blieb in Familienbesitz.

## Werke (Auswahl)
- Ueber die ehemalige Burg Karlsberg bei Leutstetten, München 1840 (Digitalisat).
- Ueber den Grundplan der Burg Karlsberg.  In: Oberbayerisches Archiv für vaterländische Geschichte, Band 2, München 1840,  S. 402–413  (online).

Ein Verzeichnis seiner bis dahin erfolgten Veröffentlichungen findet sich im 24. und  25. Jahresbericht des Historischen Vereins von Oberbayern (München 1863) in der Liste der Mitarbeiter an den Veröffentlichungen des Vereins während der ersten 25 Jahren seines Bestehens, Seite 29.
Im Gesamtverzeichnis des Vereins für die Bände 1–143 sind alle seine Veröffentlichungen verzeichnet.